# جون ر. كوين (كاهن كاثوليكي)
جون ر. كوين (بالإنجليزية: John R. Quinn)‏ هو كاهن كاثوليكي أمريكي، ولد في 28 مارس 1929 في ريفرسايد في الولايات المتحدة، وتوفي في 22 يونيو 2017 في سان فرانسيسكو في الولايات المتحدة.